# مورسبورو (کارولینای شمالی)
مورسبورو (به انگلیسی: Mooresboro) شهری در ایالت کارولینای شمالی کشور ایالات متحده آمریکا است که جمعیت آن در سرشماری سال ۲۰۱۰ میلادی، ۳۱۱ نفر بوده‌است.